# Night Flight (película de 2014)
Night Flight (en hangul, 야간비행; romanización revisada, Yaganbihaeng) es una película dramática y de temática LGBT estrenada en 2014. Fue escrita, dirigida y montada por Leesong Hee Il. Su estreno mundial se realizó en la edición 64 del Festival Internacional de Cine de Berlín de 7 de febrero de 2014 y llegó a los cines surcoreanos el 28 de agosto del mismo año.

## Resumen
El estudiante Yong Joo, como muchos estudiantes bajo el yugo y mazo de la intensidad educativa surcoreana, lucha por conseguir buenas calificaciones, puesto que tiene como objetivo entrar en la Universidad de Seúl, pero sus objetivos se ven nublados debido a Ki Woong, quien es el líder de una banda en la escuela secundaria que intimida a Yong Joo y a su amigo. Yong Joo y Ki Woong eran amigos durante escuela media, pero se distanciaron desde que entró a la escuela secundaria. Las cosas toman un giro drástico cuando Yong Joo intentando confrontar a Ki Woong puesto que este le robo su bicicleta, desea entender porque Joo le lleva siguiendo tantos años el paso, poniéndole atención en todo momento y más, cuando en ese mismo momento Joo decide darle un beso y hacerle entender el porqué de la situación, llevando a Ki a sentir aún más odio hacia Joo por ser homosexual, pero al mismo tiempo, inicia un dilema moral en Ki, haciendo que este descubra que le gustan los hombres y no las mujeres, ya que se muestra que cuando tiene coito con mujeres, no siente gusto, pero al estar con Joo, todo es diferente. Pasado un tiempo, Joo decide hacer un acto levemente vandálico en la escuela con un amigo gay, haciendo un grafiti que hace referencia a que los homosexuales están presentes en la sociedad, así la sociedad no quiera aceptarlo, pero después de que se descubre que Joo fue cómplice del grafiti, Joo sale forzadamente del clóset frente a uno de sus maestros, se lanza el chisme de que hay un estudiante homosexual, los profesores hacen hincapié en hablar de que la presencia de un estudiante homosexual solo causa deshonor a la institución, pensamiento que también comparten gran mayoría de los alumnos; pero después de que el amigo de Joo descubre a Joo y a Woong tomados de la mano, junto a una foto juntos en su casillero, decide traicionarlo, haciendo que se sepa que el "homo" de la institución es Joo, volviéndolo blanco del bullying de su colegio, no solo por parte de sus compañeros, sino también por parte de los profesores que deciden guardar silencio, llevándolo al borde de intentar suicidarse tal como ya lo hizo un estudiante en el pasado, sin embargo, después de que Woong se diera cuenta de que Joo no salto por el balcón, y que le dijera que se habían llevado la tarjeta de memoria donde estaban las fotos de Ki y Woong juntos. Después de esto, Woong se adelanta a la escuela para recuperar la tarjeta de memorias, pero haciéndolo todo mientras esta en un estado de ira completamente descontrolado, golpeando a cualquiera que se le ponga en su camino, inclusive maestros que Woong fue capaz de agredir rompiendo ventanas con sus cabezas y más, todo para quedar inconsciente por el último ataque que hizo un estudiante adolorido a sus espaldas usando una silla contra su cráneo. Finalmente todo concluye cuando Joo deja la institución, inclusive con su maestro preguntándole por qué no consideró denunciar antes, pero según Joo, no hubiera servido de nada; finalmente, ambos quedan juntos, entendiendo por fin que lo mejor que se puede hacer de ahora en adelante es no intentar cometer otra estupideces y no dejarse provocar por los demás, puesto que lo que importa son ellos.

## Reparto
- Kwak Si-yang como Shin Yong Joo.[3]
- Lee Jae-joon como Ki Woong.
- Choi Jun-ha como Ki Taek.
- Kim Chang Hwan como Seong Jin.
- Lee Ik Joon como Joon Woo.
- Park Mi Hyun como la madre de Yong Joo.
- Lee Geon Hee como Jae Ho.
- Yoon Geon Il como Beom Jin.
- Lee Seo Won como Jong Pil.
- Song Ji-ho como Jae Yeon.[4]
- Park Jin Ah como Hyeon Ju.
- Kim So Hee como la madre Ki Woong.
- Jung In Gi como el padre de Ki Woong.

## Producción
Leesong Hee Il es el director surcoreano más representativo acerca de cine con temática LGBT, y este es su cuarto trabajo. En una entrevista afirmó que encontró el motivo para filmar esta película en un video CCTV que mostraba a un chico de secundaria llorar en un ascensor antes de suicidarse. Luego de ver esto, Leesong decidió hacer una película que explore a las minorías sexuales en la adolescencia y la deshumanización a la que se enfrentan con tal de sobrevivir a la violencia y bullying en la escuela.

## Festivales de cine
Además de ser emitida en la Berlinale, Night Flight también fue mostrada en la edición 38 de Hong Kong International Film Festival, en la edición 7 de CinemAsia Film Festival en Ámsterdam, en la edición 29 de Torino GLBT Film Festival, en la edición 15 de Jeonju International Film Festival, en la edición 68 de Edinburgh International Film Festival, en la edición 34 de Hawaii International Film Festival, en la edición 47 del Festival de Cine de Sitges y en la edición 25 de Stockholm International Film Festival

## Premios y nominaciones
| Año  | Premio                      | Categoría                          | Trabajo Nominado | Resultado |
| ---- | --------------------------- | ---------------------------------- | ---------------- | --------- |
| 2014 | 7th CinemAsia Film Festival | Premio del jurado                  | Night Flight     | Ganó      |
| 2015 | 2nd Wildflower Film Awards  | Mejor directo (Película narrativa) | Leesong Hee Il   | Nominado  |
| 2015 | 2nd Wildflower Film Awards  | Mejor actor                        | Kwak Si Yang     | Nominado  |
| 2015 | 2nd Wildflower Film Awards  | Mejor actor                        | Lee Jae Joon     | Nominado  |